# Kentrothamnus weddellianus
Kentrothamnus weddellianus là một loài thực vật có hoa trong họ Táo. Loài này được (Miers) M.C. Johnst. mô tả khoa học đầu tiên năm 1973.